# ATP Challenger Luxemburg
Der ATP Challenger Luxemburg (offiziell: Mobilux Open) war ein Tennisturnier, das zwischen 2004 und 2005 in Luxemburg, Luxemburg, stattfand. Es gehörte zur ATP Challenger Tour und wurde in der Halle auf Hartplatz gespielt.

## Liste der Sieger

### Einzel
| Jahr | Sieger            | Finalgegner    | Ergebnis      |
| ---- | ----------------- | -------------- | ------------- |
| 2005 | Christophe Rochus | George Bastl   | 6:2, 3:6, 6:1 |
| 2004 | Joachim Johansson | Grégory Carraz | 7:63, 7:5     |

### Doppel
| Jahr | Sieger                      | Finalgegner                      | Ergebnis       |
| ---- | --------------------------- | -------------------------------- | -------------- |
| 2005 | Eric Butorac Chris Drake    | Robert Lindstedt Rogier Wassen   | 4:6, 6:3, 6:4  |
| 2004 | Massimo Bertolini Petr Luxa | Karsten Braasch Michael Kohlmann | 7:64, 4:6, 6:3 |